# ولادیمیرو پانیتزا
ولادیمیرو پانیتزا (ایتالیایی: Wladimiro Panizza; ۵ ژوئن ۱۹۴۵ – ۲۱ مهٔ ۲۰۰۲) دوچرخه‌سوار اهل ایتالیا بود.

## باشگاهی
از باشگاه‌هایی که در آن رکاب زده‌است می‌توان به تیم دوچرخه‌سواری بروکلین و تیم دوچرخه‌سواری شیک اشاره کرد.